# Несторов, Христо
Христо Димитров Несторов (болг. Христо Димитров Несторов; 3 марта 1903, Габарево — 23 марта 1954, Павел-Баня), он же Богдан Стефанов, Штако, Ицата, Страхил — болгарский революционер-анархист, активист боевой организации. Участник террористического подполья 1920-х и антифашистского партизанского движения середины 1940-х. Командир горянской антикоммунистической боевой группы в 1953—1954. Погиб в бою.

## Подпольщик царских времён
Родился в крестьянской семье. Студентом вступил в анархистскую организацию. После свержения в 1923 левого правительства Александра Стамболийского ушёл в подполье. Участвовал в Сентябрьском восстании против профашистского правительства Александра Цанкова.
Христо Несторов состоял в софийской группе Възел, которая вела террористическую борьбу против режима царя Бориса III. В мае 1925 Несторов был арестован в Казанлыке, но сумел бежать из политической полиции.
В 1927 Христо Несторов совершил теракт в Софии — бросил бомбу в здание посольства США в знак протеста против казни Сакко и Ванцетти (первоначально Несторов планировал похитить посла и обменять на итальянских анархистов). В том же году организовал ограбление окружной администрации в Пловдиве. Деньги были направлены на нужды анархистского движения.
В начале 1928 Несторов вновь был арестован и приговорен к пожизненному заключению. Помилован в январе 1940, после 12 лет пребывания в тюрьмах. Оказавшись на свободе, Христо Несторов снова примкнул к вооружённому анархистскому подполью и возглавил партизанский отряд в Тыже.

## Конфликт с коммунистами. Эмиграция
Летом 1944 коммунисты поставили Несторову ультиматум: присоединиться к БКП либо покинуть отряд. Несторов ушёл из отряда и несколько месяцев сражался как партизан-одиночка. Коммунистический режим НРБ Христо Несторов считал столь же антинародным, что и прежний «монархо-фашистский» и вёл с ним непримиримую борьбу.
Несторов вынужден был эмигрировать и несколько лет провёл во Франции. В Париже он собрал группу болгарских анархистов для продолжения борьбы на родине.

## Возвращение в Болгарию. Борьба против коммунистического режима
В мае 1953 Христо Несторов, Милю Иванов (Казак) и Дончо Караиванов нелегально вернулись из Франции через Грецию в Болгарию — выбросились на парашютах в районе Средна-Гора. При них имелась одна автоматическая винтовка, четыре пистолета и несколько ручных гранат.
Близ Павел-Бани они начали строить лесной лагерь и формировать в окрестных сёлах сеть поддержки для вооружённой борьбы против режима Вылко Червенкова. К группе примкнули ещё несколько человек, в том числе давний друг Несторова анархист Тодор Полидов и жена Дончо Караиванова Эмилия. Группа попыталась наладить связь с отрядами Горянского сопротивления и парижским эмигрантским центром.
Органы МВД приняли жёсткие контрмеры. В марте 1954 Эмилия Караиванова получила информацию о концентрации в районе войск и милиции. Место базирования группы Несторова было вычислено и блокировано. 23 марта 1954 Христо Несторов, Милю Иванов, Дончо Караиванов и Эмилия Караиванова оказались в окружении армейско-милицейского кордона, усиленного вооружёнными активистами БКП. Общая численность сил, задействованных в карательной операции против четырёх анархистов, составляла около тысячи человек.
Анархисты приняли бой. Христо Несторов погиб, подорвав себя двумя гранатами вместе с несколькими врагами. Раненый Милю Иванов попал в плен и впоследствии был расстрелян. Дончо и Эмилия Караивановы под покровом ночи прорвались сквозь окружение, скрывались несколько месяцев и сумели бежать во Францию.
Столкновение тысячи человек с четырьмя было следующим образом описано в официальном рапорте:

По приказу командира оперативной группы майора Стоянова, с использованием резерва и бойцов зачистки было организовано преследование группы бандитов в блокированном районе. Благодаря умелым боевым действиям в сочетании с надлежащим использованием розыскных собак главарь банды был ликвидирован.

Генерал-майор внутренних войск Димитр Гилин

Карательные органы провели тщательное расследование и аресты «ятаков» группы Несторова. Восемь человек (из них трое членов семьи Караивановых) были осуждены на сроки от 5 до 15 лет.

## Левый горянин
Христо Несторов не был политически реабилитирован после падения коммунистического режима в Болгарии в 1989—1990. Новые власти Болгарии реабилитировали коммунистов — участников антиживковского заговора, более-менее позитивным стало отношение к правым офицерам, но анархисты остаются чужды и враждебны.
В родном селе Христо Несторова Федерация анархистов установила в 2006 мемориальную доску в его честь. В 2009 неизвестные (возможно, сталинисты либо монархисты) разбили мемориал молотками.
История антикоммунистической партизанской группы Христо Несторова отразила важные черты Горянского движения — оперативные связи с заграницей, недостаток активной поддержки, фанатичное упорство в сопротивлении. При этом группа Несторова являет пример левого крыла болгарского антикоммунистического движения.